# Nagual

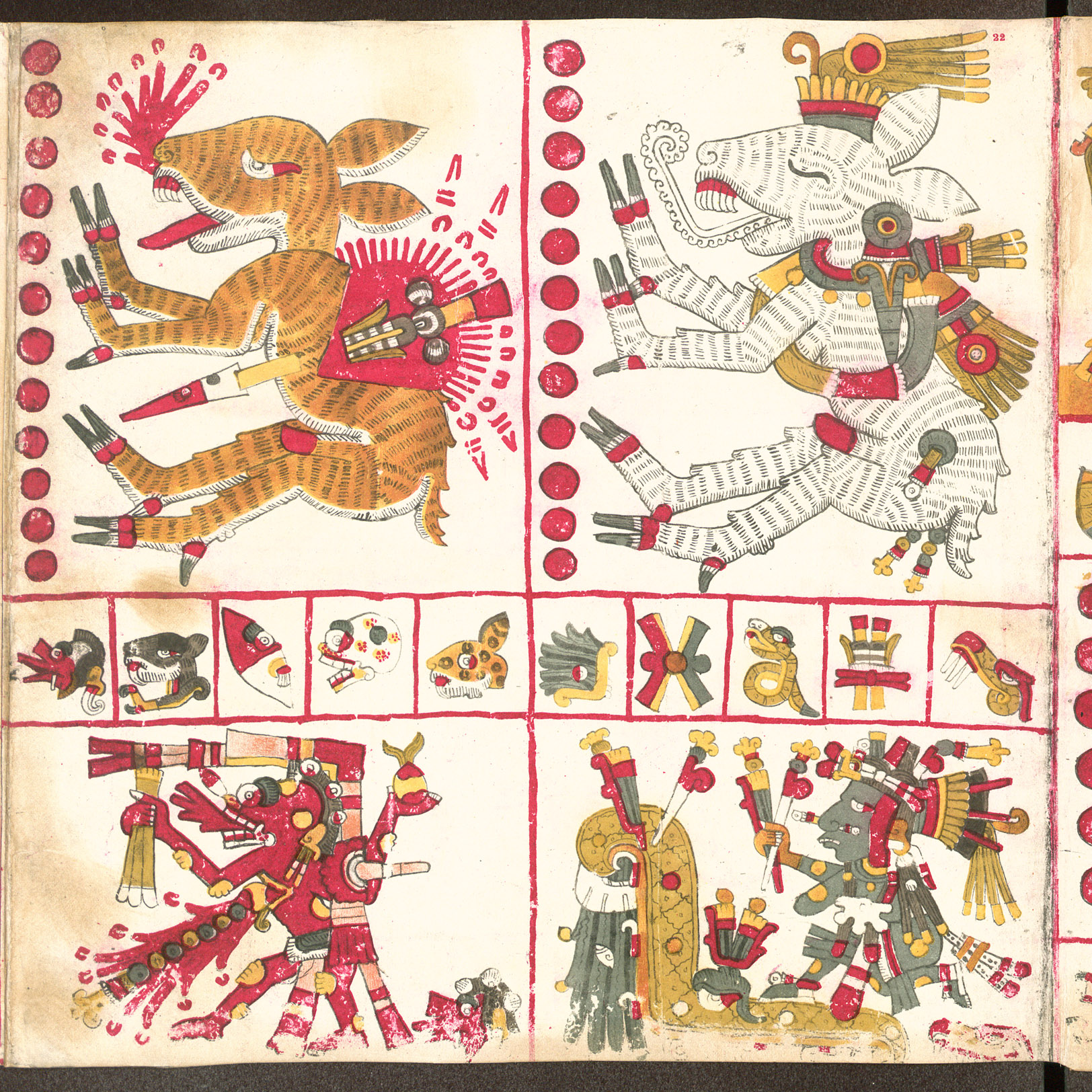
Nagual, der seine Erscheinungsform wechselt (Bl. 22 des Codex Borgia)

Ein Nagual oder Nahual (Nahuatl naualli, „etwas Verborgenes“, „Maske“, „Verkleidung“ oder „Verhüllung“) ist in den Mythologien Mesoamerikas ein persönlicher Schutzgeist (Alter Ego).
Die Azteken und Maya nahmen an, er könne in tierischer oder pflanzlicher Gestalt auftreten und sei jeweils mit einem Menschen so eng verbunden, dass Tod oder Verwundung immer beide treffe: Nagual und Mensch. Auch Gottheiten wurden Naguale zugeschrieben: So soll etwa der Kolibri der Nagual des Huitzilopochtli gewesen sein.
Diese mythologische Gestalt regte die Phantasie der spanischen Kolonialherren so stark an, dass Brasseur de Bourbourg (1859) und Brinton (1894) darin viel mehr sahen als einen überlieferten heidnischen Mythos, der in Fragmenten überlebt und sich mit christlichen Einflüssen vermischt hatte. Sie erkannten darin den Nagualismus, eine vermeintlich starke geheime Organisation, die angeblich weit verbreitet war und deren Mitglieder aus verschiedenen Kultur- und Sprachkreisen stammten. Sie sollten durch okkulte Riten verbunden sein, deren höchstes Ziel es wäre (so die Angst der weißen Herren inmitten von Indigenen), ihre westliche Gesellschaftsordnung zu stürzen, die christliche Religion und den Staat abzuschaffen.
Das Wort Nagual hatte eine Vielzahl von verschiedenen Bedeutungen unter den diversen Völkerstämmen Mittelamerikas, bedingt durch den Zerfall und die aztekische Migration. Eine von den Bedeutungen war Die sich transformierende Hexe und wurde für Individuen gebraucht, von denen man annahm, dass sie zu einer Metamorphose fähig seien. Eine andere Bedeutung war der persönliche Schutzgeist oder Totem.
Es gibt Verbindungen zu dem 260-tägigen Maya-Quiché-Kalender. Die christliche Version: Eine alte Frau erwähnte spontan den heiligen Johannes als den Nagual von El Palmar. Anderes Beispiel: Ein indianisches Medium, das durch den Erdgeist besessen wird, ist als aj-nagual mesa bekannt.

## In der Ethnologie
In der Völkerkunde des späten 19. und frühen 20. Jahrhunderts wurde diese Vorstellung häufig einem religiösen Totemismus zugerechnet. Davon haben sich viele Autoren später distanziert.

## Carlos Castaneda
In der New-Age-Bewegung wird das Konzept von „Nagual“ und „Tonal“ mit Carlos Castaneda in Verbindung gebracht. Castaneda integrierte diesen alten und mehrdeutigen Begriff in seine Bücher und machte ihn zur tragenden Säule seiner Doktrin, beziehungsweise der Lehre seines fiktiven Charakters Don Juan Matus. „Nagual“ wird dabei dem „Tonal“ aus den Lehren des Don Juan Matus gegenübergestellt.